# Khrew
Khrew é uma cidade no distrito de Pulwama, no estado indiano de Jammu e Caxemira.

## Demografia
Segundo o censo de 2001, Khrew tinha uma população de 7208 habitantes. Os indivíduos do sexo masculino constituem 51% da população e os do sexo feminino 49%. Khrew tem uma taxa de literacia de 51%, inferior à média nacional de 59,5%: a literacia no sexo masculino é de 63% e no sexo feminino é de 39%. Em Khrew, 12% da população está abaixo dos 6 anos de idade.